# Cayetano del Toro
Cayetano del Toro y Quartiellers (Cádiz, 4 de octubre de 1842-Cádiz, 2 de enero de 1915), oftalmólogo y otorrinolarongólogo así como alcalde de Cádiz y presidente de su Diputación. Llamado «Padre del Pueblo».

## Biografía
Nació en Cádiz el año 1842. Bautizado en la Parroquia de San Antonio como Cayetano María de las Mercedes Francisco de Asís del Toro y Quartiellers. Hijo de José María del Toro y Castro, escribiente y comerciante, que también fue alcalde de la ciudad. Su madre fue María de las Mercedes Quartelliers y Picazo, originaria de padres de Cartagena y El Puerto de Santa María, que regentaba su propio negocio de modas en la céntrica calle San Francisco n.º 21. Su abuelo, Cayetano del Toro Ariza, perteneció al Batallón de Voluntarios Distinguidos de Cádiz e hizo frente al asedio que los franceses napoleónicos sometieron a la ciudad gaditana durante la Guerra de la Independencia española. Cayetano del Toro y Quartiellers no provenía de una familia adinerada de la burguesía comercial o naviera gaditana. Sus orígenes eran relativamente modestos aunque tampoco humildes.
Cursó sus estudios en el privado colegio de San Agustín, sito en el desamortizado claustro del convento de San Agustín en la calle San Francisco. Ya desde muy joven destacó por su afición al estudio. Aprobó el bachiller en Filosofía en la Universidad de Sevilla el 27 de junio de 1857. Con apenas 15 años inició estudios en medicina en la facultad de Cádiz. En sus estudios compatibilizó la ciencia con  la formación humanística y artística. Él mismo, en una entrevista concedida al periodista J. Pereda, en sus últimos años de vida, explicaba así lo que había sido su vocación: «Joven y viejo, mi único afán ha sido el estudio y el trabajo. Ahora, como cuando tenía 20 años leo cuanto puedo, trabajo cuanto me es dable, y al dormir, créame Vd., amigo Pereda, sueño con libros y con instrumentos de cirugía ¡Qué le hemos de hacer...!»
Entra de joven en contacto con Juan Bautista Chape Guisado, su profesor de historia natural, farmacéutico, personaje clave para explicar el proceso de transición entre el movimiento ilustrado sostenido por el magistral Antonio Cabrera y la edad de plata de la ciencia española (y concretamente la de la escuela gaditana de medicina en el siglo XIX). Con Chape Guisado colaboró en diferentes estudios, de los que el más conocido quizá sea su informe conjunto sobre un eclipse solar en ocurrido en 1871.
En 1859, siendo estudiante de tercer curso, fue distinguido por la reina Isabel II con la medalla al mérito militar con distintivo blanco por su comportamiento en la atención a los heridos de la Guerra de África ingresados en el Hospital Militar. Realizó los seis cursos de medicina entre 1857 y 1863, obteniendo la calificación de sobresaliente en todas las asignaturas y ganando algunos premios en varias de ellas. En ese mismo año solicitó plaza de ayudante de clases prácticas en la facultad. Dado su magnífico expediente, se le concede estudiar el doctorado en Madrid durante el año 1863. Allí conocerá al doctor Delgado Jugo que atraerá al joven Cayetano con 21 años hacia la especialización oftalmológica. En 1864, obtiene su título de doctor en Medicina y Cirugía y vuelve a Cádiz rechazando el puesto de director del Instituto en Madrid, que ejercía Jugo, hasta su jubilación. En Cádiz creó su propio instituto docente que sufragó con sus propios fondos y que enseguida obtuvo un gran reconocimiento por parte de los alumnos y de los pacientes, desarrollando una técnica novedosa y muy eficaz en la intervención de cataratas (queratotomía lineal) que incluso fue adoptada internacionalmente. Trabajó estrechamente con su primo, Rodolfo del Castillo y Quartiellers, que desarrolló funciones como jefe clínico de su clínica y del que además era un excelente confidente y amigo, y ambos masones.
Del Toro, además, fue otorrino y obstetra. Solía realizar intervenciones médicas de forma altruista en el Hospital de San Juan de Dios de Cádiz e incluso en su propia consulta. También ofrecía seminarios y clases magistrales en la Facultad de Medicina. Atendía gratuitamente a los pacientes humildes varios días a la semana tanto en el instituto como en su clínica privada.
Esta actividad la compaginaba con la labor divulgativa, escribiendo tanto obras didácticas como técnicas. Fundó las publicaciones profesionales Revista de Ciencias Médicas, Ciencia Oftalmológica y Anales Médicos Gaditanos.

Cayetano del Toro y Quartiellers fue uno de los personajes más relevantes de finales del siglo XIX y principios del siglo XX gaditano en muchos otros ámbitos: como jefe del Partido Liberal, como alcalde o presidente de la Diputación, como organizador de las fiestas religiosas, como divulgador de las excelencias de la bahía de Cádiz para la industria marítima, como promotor de la conmemoración del Primer Centenario de la Constitución de 1812, como impulsor del reencuentro con Iberoamérica, como urbanista, derribando la muralla y abriendo de esta manera la ciudad de Cádiz al mar. Popularmente era conocido como el Padre del Pueblo.

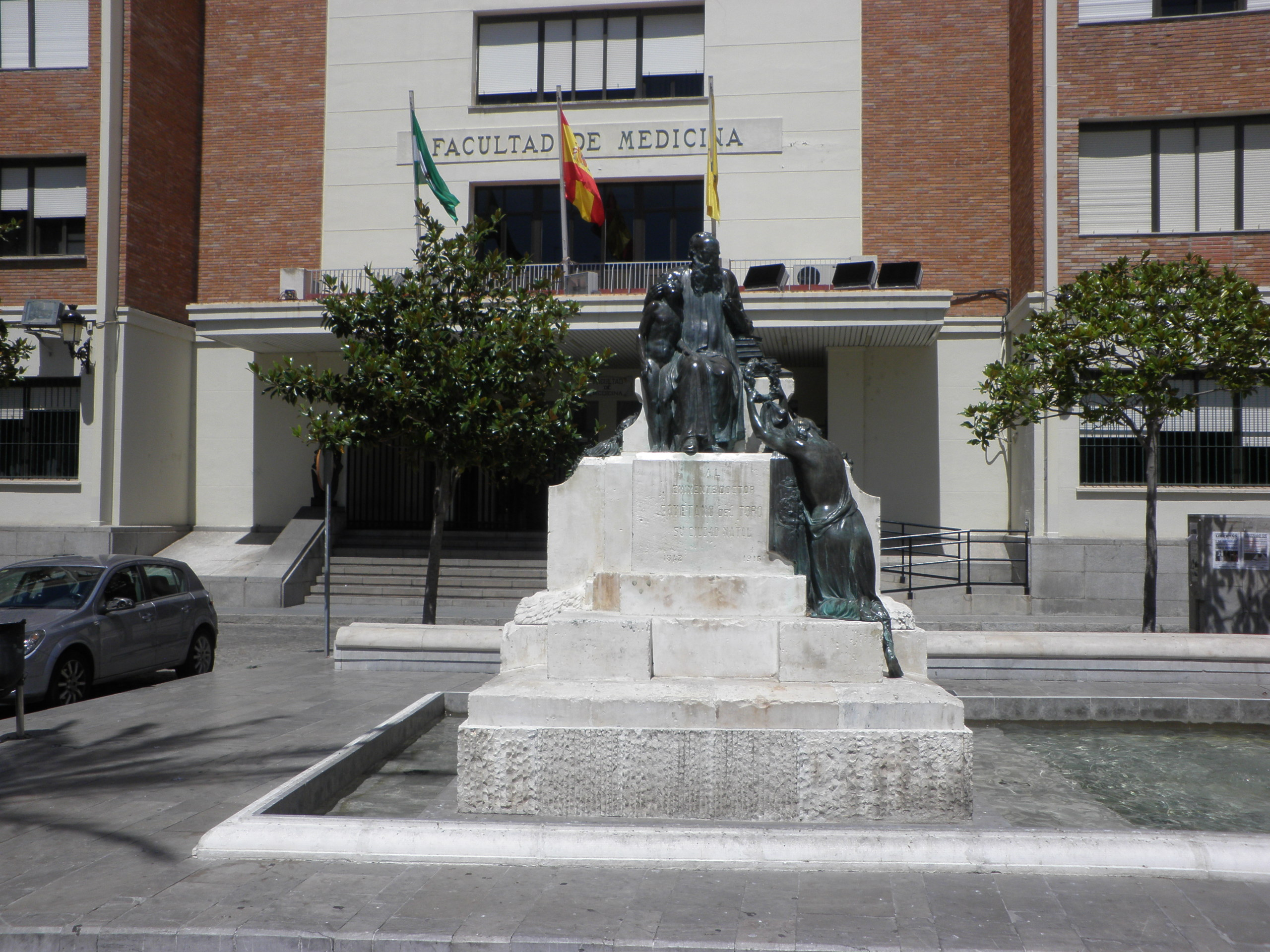
Estatua de Cayetano del Toro enfrente de la Facultad de Medicina

Al frente del Cabildo Municipal de Cádiz lidera la celebración de los actos del centenario de la guerra de la independencia y los del centenario de la Constitución de Cádiz, procediendo a crear el Museo Iconográfico e Histórico de las Cortes y Sitio de Cádiz en 1912.
Desde un punto de vista religioso impulsó y participó activamente en numerosas entidades de carácter religioso, Hermandad de la Santa Caridad, Cofradía del Nazareno de Santa María, Cofradía de la Soledad y Santo Entierro, Archicofradía del Ecce-Homo, Cofradía de la Buena Muerte, de la que fue fundador, Junta Administrativa de Procesiones. Es recordado como impulsor de la Semana Santa gaditana actual y como fundador de algunas de las cofradías de mayor rigor penitencial de la ciudad. Fue prioste (Hermano Mayor) de la Cofradía del Nazareno, Ecce-Homo y Buena Muerte así como protector vitalicio de La Soledad y Santo Entierro. Ocupó el cargo como primer presidente de la Junta de Procesiones (actual Consejo Local de Hermandades y Cofradías), con un considerable esfuerzo económico personal para afrontar los cultos internos y externos. 

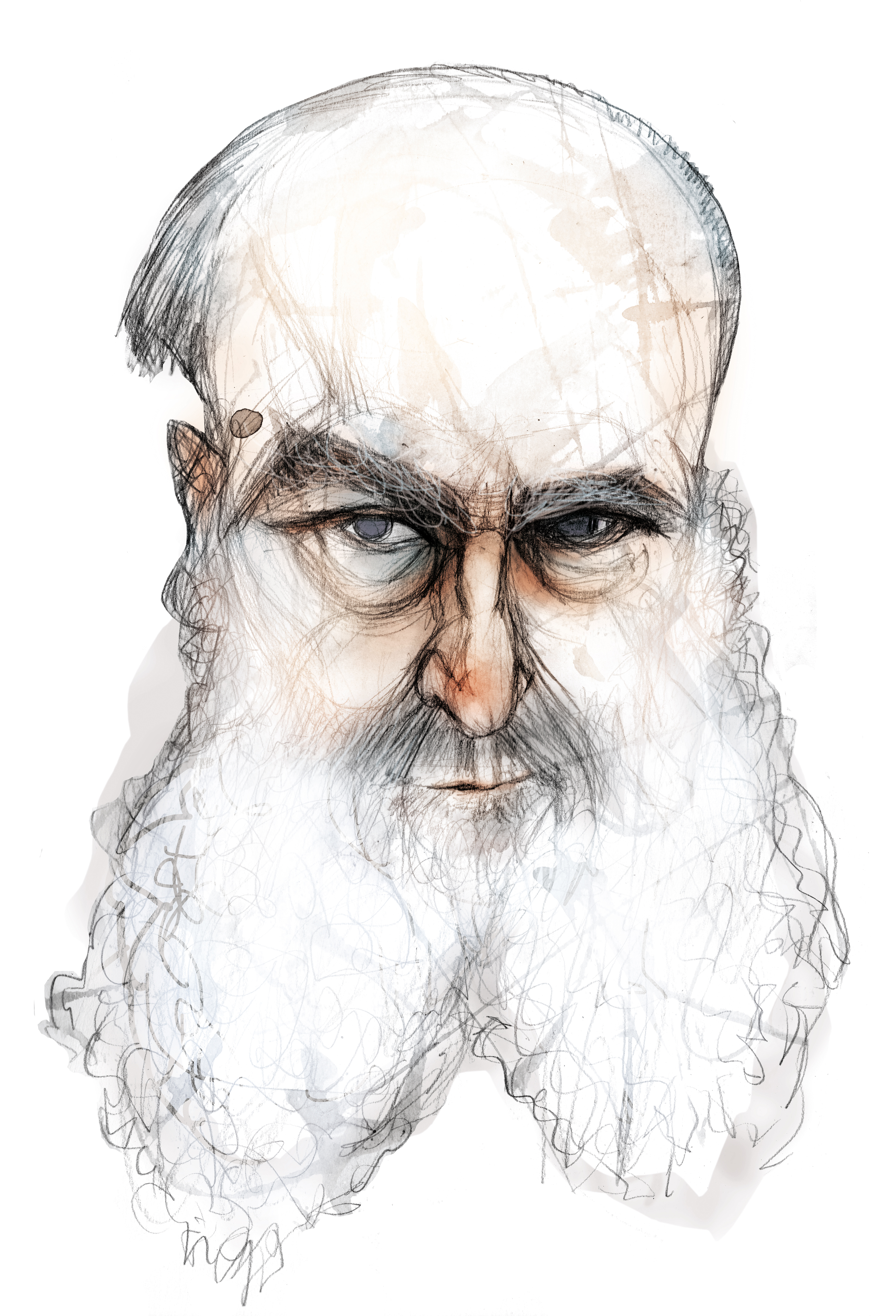
Retrato de Cayetano del Toro y Quartiellers

También pertenencia a la masonería. Según el doctor Guisado Cuéllar, este hecho no puede sorprender pues la masonería que practicaba Cayetano del Toro no era ni anticlerical ni beligerante con la Iglesia católica. Fue iniciado en 1872 en la gaditana logia Hijos de Hiram n.º 62 del Gran Oriente Lusitano, abandonándola en 1876 para constituir una nueva logia: Foi et Abnegation n.º 241 bajo el Supremo Consejo de Francia para el grado 33 del rito escocés antiguo.
En 1909, cuando sus simpatizantes iniciaron gestiones para levantarle un monumento similar al que se había inaugurado en honor de Moret como agradecimiento por las buenas gestiones a favor de la ciudad de Cádiz en los asuntos del derribo de las murallas, la reducción de los cupos de consumos, la concesión del depósito de tabacos, el apoyo en la recuperación de los terrenos de las llamadas “zonas polémicas” (afectadas al Ministerio de la Guerra y que fueron duramente disputados para su reversión a la ciudad), etc. Cayetano se negó a la iniciativa bajo amenaza de abandonar la ciudad y mudarse a otra localidad cercana. El Diario de Cádiz publica la referencia «Hace unos días comenzó a circular por nuestra ciudad la idea de levantar un monumento a Cayetano del Toro (...) para decir claramente que (don Cayetano) no quiere que se levante una estatua en su honor. Es un asunto que le contraría vivamente y anuncia que está dispuesto a cambiar de domicilio y vivir fuera de Cádiz si persiste la idea del monumento. El alcalde agradece la buena voluntad de los organizadores, pero el asunto le desagrada enormemente. Cayetano del Toro únicamente aspira a cumplir con su programa para la ciudad de Cádiz y se verá recompensado como ciudadano cuando esos proyectos lleguen a su fin». 

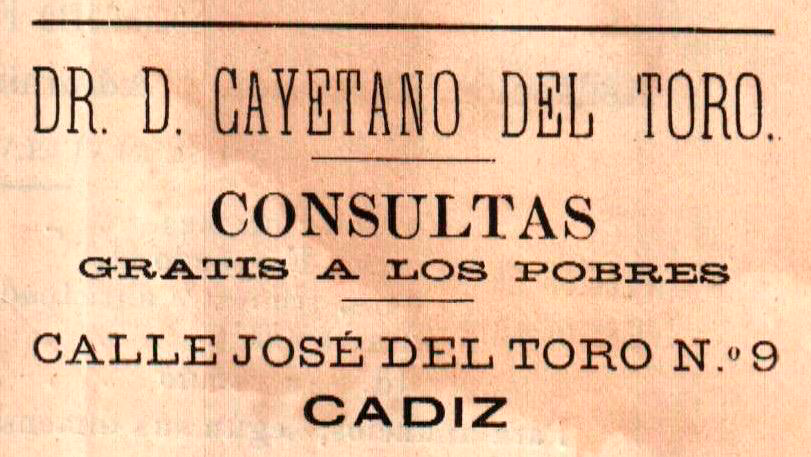
Anuncio en el Diario de Cádiz de los servicios de Cayetano del Toro

Profesaba estrecha amistad, entre otros, con Práxedes Mateo Sagasta, Segismundo Moret Isaac Peral o Patrocinio de Biedma. Después de una vida unida al tabaco y al mes de haber visto a su último paciente, falleció a los 72 años vencido por una bronconeumonía crónica a las 8, 00 de la mañana del 2 de enero de 1915.
Extracto del periódico  “El Reformista. –Órgano en la provincia del Partido Republicano de su nombre”, y de ideología opuesta a la del propio Cayetano, de 7 de enero de 1915. <<Ha dejado de existir un patriota, un demócrata, un sabio, uno de esos hombres cumbres cuya luminosidad abarca radios inmensos y cuyo recuerdo deja en el mundo estela luminosa perdurable; una inteligencia verdaderamente gigantesca, un corazón sencillo, bueno, bondadoso, de una sensibilidad y una impresionabilidad encantadoras, en choque íntimo constante con la dureza tiránica de la realidad>>
La noticia de su muerte provoca una enorme conmoción, tanto en esferas locales como nacionales. Así se expresa el ABC anunciando su óbito.
DUELO EN CÁDIZ. DON CAYETANO DEL TORO
«Esta mañana ha fallecido una de las más ilustres personalidades gaditanas: el eminente doctor D. Cayetano del Toro, hijo predilecto de esta ciudad, patricio verdaderamente.. Su labor científica en la clínica y en le bibliografía médica ha sido copiosa y admirable.. Gozaba aquí y fuera de aquí de justa fama de sabio. Cuanto á sus dotes personales, baste decir que todo Cádiz, sin distingo de clases, llora su muerte. Por disposición testamentaria, su entierro se efectuará sin pompa, y, por lo tanto, sin coronas. Sin embargo, el Ayuntamiento ha acordado en sesión extraordinaria, tributarle honores extraordinarios.»
El Diario de Cádiz se expresa de esta manera 
Cádiz 3 (de enero de 1915), 6 tarde. «El Ayuntamiento, en la sesión extraordinaria convocada con motivo del fallecimiento de D. Cayetano del Toro, acordó que se le rindieran los mismos honores que si el Sr. Toro hubiera muerto siendo alcalde; asistir en corporación al sepelio; conceder en la necrópolis terreno para sepultura; colocar en ésta una lápida; colocar en la galería de Hijos Ilustres de Cádiz el retrato del finado; dar el nombre de éste a una calle principal, y conceder á la hija una plaza remunerada en el Asilo de la Infancia. El entierro, celebrado hoy, ha sido una verdadera manifestación de duelo popular»
Las crónicas reflejan que un gentío enorme llenaba la calle donde vivía el finado y las adyacentes. Se calcula que unas 10 000 personas (la población estimada era de 70.000 personas) acudieron a su entierro que por expresa voluntad debía haber sido según las reglas de la Santa Caridad. El Obispo concedió 40 días de indulgencia a quien acudiese a sus exequias (cumpliendo con los privilegios de las diferentes Cofradías a las que perteneció).
«En la plaza de Isabel II (Actual Plaza San Juan de Dios), la comitiva fúnebre se detuvo, y el féretro fue introducido en la iglesia, donde se cantó un responso. El féretro era muy modesto y lo rodeaban los hermanos de la Hermandad de la Santa Caridad. Presidió el duelo el alcalde, Sr. Martínez Pinillos, con el Ayuntamiento en pleno, que concurrió bajo mazas. Formaron una presidencia el gobernador civil, D. Miguel Fernández Jiménez é individuos de la familia del finado. Centenares de personas fueron hasta el cementerio a pié, a pesar del temporal. Al triste acto asistieron numerosas comisiones de los pueblos comarcanos.»
«Su entierro fue muy multitudinario... A pesar de la lluvia que ocupó toda la tarde, prácticamente toda la población gaditana asistió al entierro. Lo que por entonces era el Parque de Guerra Jiménez, hoy el lugar donde está Correos y el Mercado de Abastos estaban abarrotados. Al pasar por la plaza de Isabel II, el féretro fue introducido en la Iglesia de San Juan de Dios para rezar un responso. Cuando terminaron, la inmensa multitud de los gaditanos que poblaban la plaza pidieron a gritos que fuese introducido en el Ayuntamiento a modo de homenaje. El alcalde por entonces Martínez de Pinillos, pronunció unas palabras con su cuerpo presente en la Sala de Plenos. El  Consistorio estaba a reventar, tanto que incluso los cristales terminaron por estallar. De camino ya al Cementerio, el féretro de Cayetano del Toro continúo por la calle Sopranis, Torno de Santa María y Puertas de Tierra».
Los datos que se nos ofrecen no hacen sino confirmar, el enorme calado que había dejado el personaje entre la ciudadanía.
Tras su fallecimiento surgen las peticiones de dedicarle una calle y erigir un monumento en su honor. Lo de la calle se resolvería rápidamente, sin embargo la iniciativa para afrontar su monumento necesitó mayor tiempo de ejecución. La verdadera impulsora fue doña Patrocinio de Biedma, escritora, poetisa y periodista. La Academia Hispano-Americana de Cádiz retomó un anterior proyecto para erigirle un monumento, sufragado por suscripción popular, que se encargó al escultor Gabriel Borrás y se culminó ese mismo año. Cada dos de enero, son depositadas flores sobre este monumento, a modo de homenaje

## Títulos Cargos y honores
• Doctor en Medicina y Cirugía 
• Alcalde de Cádiz
• Presidente de la Diputación Provincial de Cádiz
• Presidente de la Real Sdad. Econ. Gaditana de Amigos del País
• Presidente de la Real Academia de Medicina y Cirugía de Cádiz
• Presidente del Ateneo de Cádiz
• Presidente de la Real Academia de Bellas Artes de Cádiz
• Presidente de la Comisión para el Primer Centenario de 1812
• Director de la Real Academia Hispano Americana
• Gran Cruz de Alfonso XII
• Gran Cruz de Isabel La Católica
• Medalla al Mérito Militar (distintivo blanco)
• Gran Cruz al Mérito Militar
• Gran Cruz de San Estanislao de Rusia
• Jefe Superior Honorario de Administración Civil
• Comendador y Caballero de la Orden de Carlos III
• Comendador de San Mauricio y San Lázaro (Italia)
• Médico de Consulta del Hospital de la Misericordia (M.H. Santa Caridad)
• Presidente de Cruz Roja – Cádiz
• Presidente de la Comisión para la Junta de Obras del Puerto
• Presidente de la Unión Iberoamericana en Cádiz
• Presidente de la Federación literaria y de escritores de Cádiz
• Presidente del Tiro Nacional
• Presidente de Milicianos Veteranos
• Presidente del Batallón Infantil de Marinería
• Presidente de la Junta de Beneficencia, de la Junta de Sanidad, etc.
• Prioste de la Cofradía de Jesús Nazareno, Ntra. Sra. de los Dolores y Sta. Cruz de Jerusalén
• Prioste de la Cofradía de la Buena Muerte
• Prioste de la Archicofradía del Ecce-Homo y Ntra. Sra. de las Angustias
• Protector Vitalicio de la Cofradía de la Soledad y el Santo Entierro
• Presidente de la Junta de Procesiones
• Hijo predilecto de Cádiz
• Hijo adoptivo y predilecto de San Fernando (Cádiz)
• Hijo adoptivo y predilecto de Jimena de la Frontera (Cádiz)
• Hijo adoptivo y predilecto de Algeciras (Cádiz)
Miembro de :
• Real Academia Gaditana de Artes y Letras
• Academia de Medicina de Galicia y Asturias, Barcelona, Valladolid, Valencia, Murcia
• Academia Quirúrgica Matritense
• Sociedad ginecológica española
• Sociedad anatómica española
• Real Sociedad Económica de Amigos del País de Sevilla
• Academia de Ciencias, Médicas, Físicas y Naturales de La Habana y Córdoba
• Socio fundador de la Sociedad Antropológica Española
• Junta Directiva del Museo Arqueológico Provincial
• Sociedad del folklore provincial gaditano
• Academia Gaditana de Ciencias y Artes
• Correspondiente de la Real Sociedad Económica de Las Palmas de Gran Canaria

## Anecdotario
- En los Carnavales de 1930, y a raíz de inaugurar su estatua, la chirigota local “Los panchitos de Mistol” les dedica estas letras

En la plaza del Mentidero
me han puesto ya a don Cayetano
eso se lo ha merecido
por humildad a los gaditanos
como nosotros podamos
vamos a llevarle al monumento
una corona claveles y otra de rosa
por testamento

El Buque Práctico Cayetano del Toro

- Un buque llevaría como nombre Cayetano del Toro. El Cayetano del Toro. Un vapor de la Corporación de Prácticos. Construido en 1924 y prestó servicios hasta 1996 cuando fue cedido a Matagorda. En 1928 realizó dos arriesgados rescates a dos pesqueros y el Gobierno le concedió la medalla de la Beneficencia al práctico Fernández Repeto y al resto de la tripulación.

- La Asociación Amigos de Cayetano del Toro t iene como fin fundamental difundir la figura de la vida y obra de don Cayetano.
- La efigie de don Cayetano aparece en una tirada de sellos de Correos en 2014 por el primer centenario de su fallecimiento